# Hotel New York

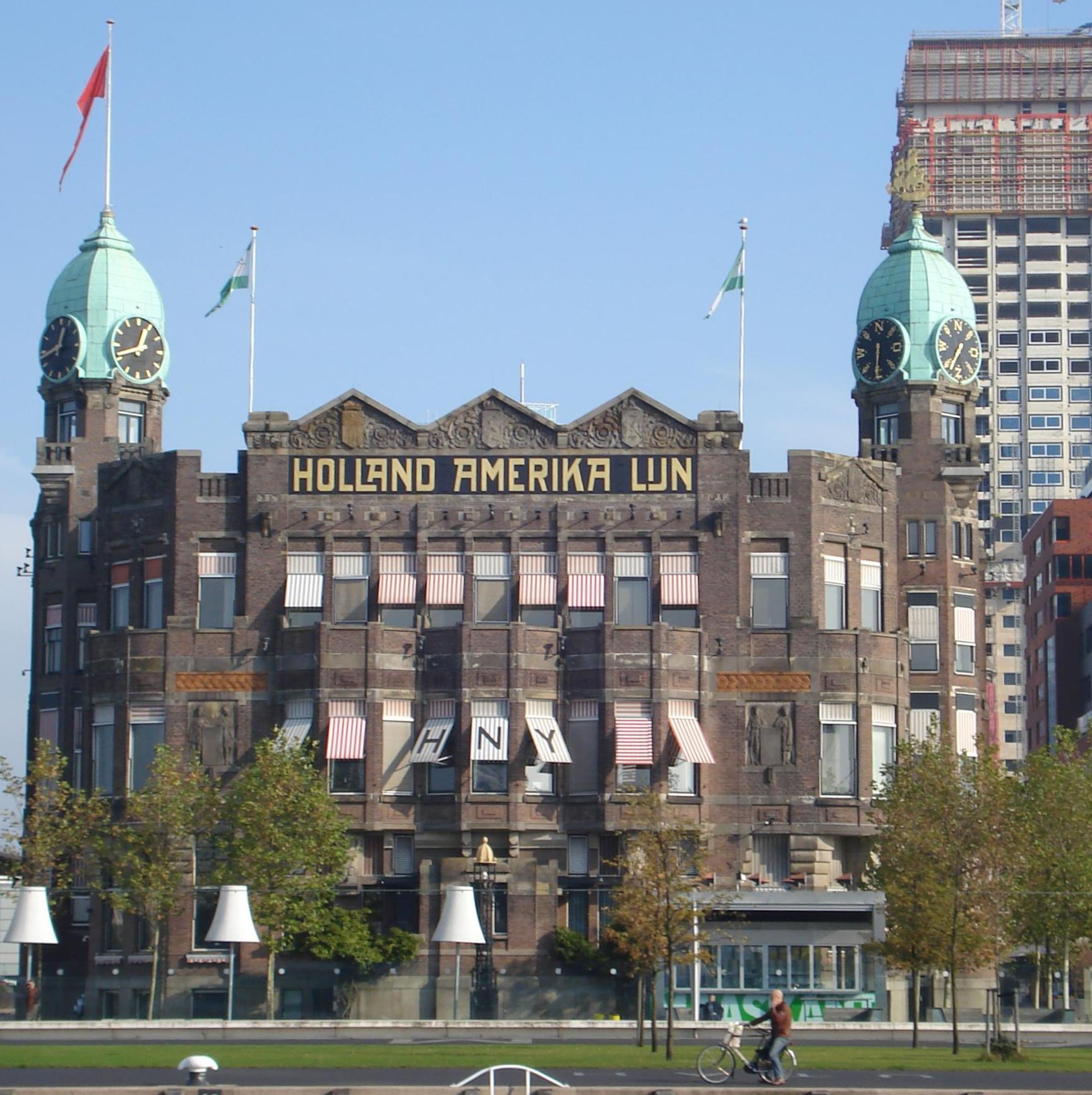
Hotel New York vom Wasser aus

Das Hotel New York ist ein Hotel in Rotterdam. Das direkt an der Nieuwe Maas gelegene Hotel befindet sich im ehemaligen Hauptgebäude der Holland America Lijn (HAL) und ist ein Prestigeobjekt im Stadterneuerungsprogramm Kop van Zuid. Es steht als Rijksmonument unter Denkmalschutz.
Das Gebäude stammt aus den Jahren 1901 bis 1917, als der Neubau eine Unterkunft für Amerika-Emigranten ablöste. Der Bau weist deutliche Elemente des Art déco und des Jugendstils auf. Nachdem die HAL den Unternehmenssitz nach Seattle verlegt hatte, verkaufte sie das Gebäude 1984. Es stand mehrere Jahre leer. 1993 wurde es von Dorine Vos, Hans Loos und Daan van der Have als Luxushotel direkt am Rheinufer eröffnet. Während sich das Hotel heute in der Mitte des prosperierenden Kop van Zuids befindet, gab es hierfür 1993 zwar Planungen, das Gebäude selbst stand jedoch noch im Niemandsland. Der große geschäftliche Erfolg des Hotels seit seiner Eröffnung trug mit dazu bei, das ganze Projekt Kop van Zuid zu fördern.
Das Hotel hat 72 Zimmer, von denen sich zwei in den zwei Türmen befinden. Neben Konferenzräumen befindet sich auch ein Restaurant mit 400 Plätzen im Gebäude. Für das im Jahr 2000 eröffnete Lloyd Hotel in Amsterdam diente es als Inspirationsquelle.
Ein zusätzlich eingerichteter Wassertaxi-Service vom Hotel zum Stadtzentrum auf der anderen Flussseite erwies sich als so großer Erfolg, dass dieser mittlerweile auf große Teile des (über Wasser erreichbaren) Stadtgebiets ausgedehnt wurde. Die Ursprungsinvestoren haben das Hotel inzwischen verkauft, um sich ganz auf die Geschäftsführung der Wassertaxis zu konzentrieren.
Die Sängerin Anouk Teeuwe benannte eine Platte nach dem Hotel, mit der sie 2004 in den Niederlanden Platinstatus erreichte.